# Le Montellier
Pour les articles homonymes, voir Montellier.
Ne doit pas être confondu avec Montélier.
Le Montellier est une commune française, située dans le département de l'Ain en région Auvergne-Rhône-Alpes et appartient à l'aire urbaine de Lyon.
Les habitants du Montellier s'appellent les Montiliens.

## Géographie
La commune est située dans la Côtière, aux portes de la Dombes et de la petite région de la plaine de l'Ain qui sépare la Côtière du Bas-Bugey.

### Climat
Pour des articles plus généraux, voir Climat d'Auvergne-Rhône-Alpes et Climat de l'Ain.
En 2010, le climat de la commune est de type climat océanique dégradé des plaines du Centre et du Nord, selon une étude du CNRS s'appuyant sur une série de données couvrant la période 1971-2000. En 2020, Météo-France publie une typologie des climats de la France métropolitaine dans laquelle la commune est dans une zone de transition entre le climat semi-continental et le climat de montagne et est dans la région climatique Bourgogne, vallée de la Saône, caractérisée par un bon ensoleillement (1 900 h/an), un été chaud (18,5 °C), un air sec au printemps et en été et des vents faibles.
Pour la période 1971-2000, la température annuelle moyenne est de 11,2 °C, avec une amplitude thermique annuelle de 17,7 °C. Le cumul annuel moyen de précipitations est de 921 mm, avec 10,7 jours de précipitations en janvier et 7,5 jours en juillet. Pour la période 1991-2020, la température moyenne annuelle observée sur la station météorologique de Météo-France la plus proche, sur la commune de Marlieux à 15 km à vol d'oiseau, est de 12,2 °C et le cumul annuel moyen de précipitations est de 909,1 mm,. Pour l'avenir, les paramètres climatiques de la commune estimés pour 2050 selon différents scénarios d'émission de gaz à effet de serre sont consultables sur un site dédié publié par Météo-France en novembre 2022.

## Urbanisme

### Typologie
Au 1er janvier 2024, Le Montellier est catégorisée commune rurale à habitat très dispersé, selon la nouvelle grille communale de densité à 7 niveaux définie par l'Insee en 2022.
Elle est située hors unité urbaine. Par ailleurs la commune fait partie de l'aire d'attraction de Lyon, dont elle est une commune de la couronne,. Cette aire, qui regroupe 397 communes, est catégorisée dans les aires de 700 000 habitants ou plus (hors Paris),.

### Occupation des sols
L'occupation des sols de la commune, telle qu'elle ressort de la base de données européenne d’occupation biophysique des sols Corine Land Cover (CLC), est marquée par l'importance des territoires agricoles (57,3 % en 2018), une proportion identique à celle de 1990 (57,3 %). La répartition détaillée en 2018 est la suivante : 
terres arables (50,3 %), forêts (31 %), eaux continentales (11,7 %), zones agricoles hétérogènes (6,7 %), prairies (0,3 %).
L'évolution de l’occupation des sols de la commune et de ses infrastructures peut être observée sur les différentes représentations cartographiques du territoire : la carte de Cassini (XVIIIe siècle), la carte d'état-major (1820-1866) et les cartes ou photos aériennes de l'IGN pour la période actuelle (1950 à aujourd'hui).

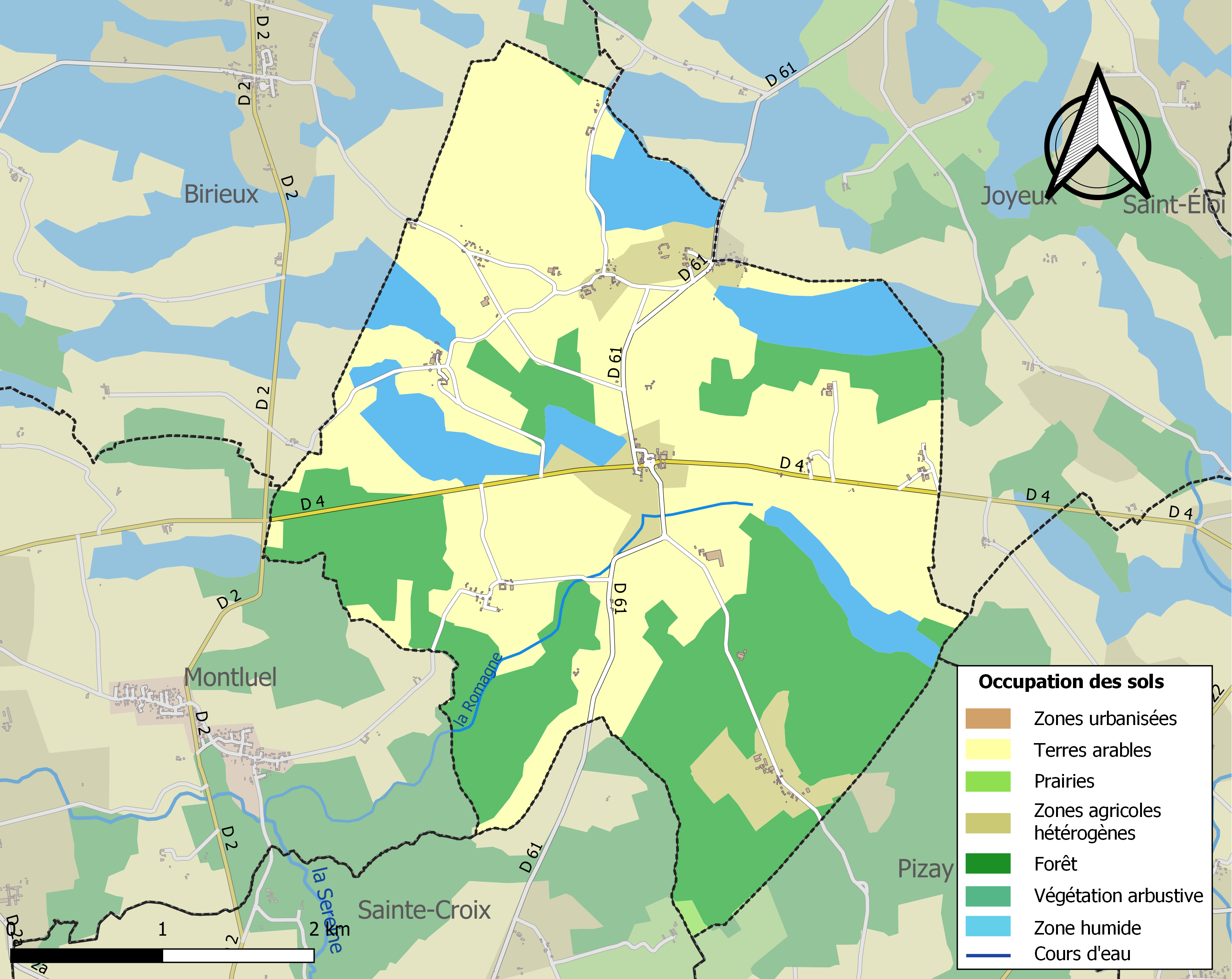
Carte des infrastructures et de l'occupation des sols de la commune en 2018 (CLC).

## Politique et administration

### Découpage territorial
La commune du Montellier est membre de la communauté de communes de la Plaine de l'Ain, un établissement public de coopération intercommunale (EPCI) à fiscalité propre créé le 15 décembre 2002 dont le siège est à Chazey-sur-Ain. Ce dernier est par ailleurs membre d'autres groupements intercommunaux.
Sur le plan administratif, elle est rattachée à l'arrondissement de Belley, au département de l'Ain et à la région Auvergne-Rhône-Alpes. Sur le plan électoral, elle dépend du  canton de Meximieux pour l'élection des conseillers départementaux, depuis le redécoupage cantonal de 2014 entré en vigueur en 2015, et de la deuxième circonscription de l'Ain  pour les élections législatives, depuis le dernier découpage électoral de 2010.

### Administration municipale
| Période                                  | Période   | Identité                      | Étiquette | Qualité     |
| ---------------------------------------- | --------- | ----------------------------- | --------- | ----------- |
| vers 1899                                |           | Antoine RICHARD du MONTELLIER |           | Agriculteur |
| années 60                                | années 70 | Paul Berliet                  |           | Industriel  |
| juin 1989                                | mars 2001 | Roger Bonnamant               | DVD       |             |
| mars 2001                                | mars 2014 | Claude Bouvier                |           |             |
| mars 2014                                | En cours  | Patrice Martin                | SE        | Agriculteur |
| Les données manquantes sont à compléter. |           |                               |           |             |

## Démographie
L'évolution du nombre d'habitants est connue à travers les recensements de la population effectués dans la commune depuis 1793. Pour les communes de moins de 10 000 habitants, une enquête de recensement portant sur toute la population est réalisée tous les cinq ans, les populations de référence des années intermédiaires étant quant à elles estimées par interpolation ou extrapolation. Pour la commune, le premier recensement exhaustif entrant dans le cadre du nouveau dispositif a été réalisé en 2005.
En 2022, la commune comptait 329 habitants, en évolution de +12,29 % par rapport à 2016 (Ain : +5,15 %, France hors Mayotte : +2,11 %).
| 1793 | 1800 | 1806 | 1821 | 1831 | 1836 | 1841 | 1846 | 1851 |
| ---- | ---- | ---- | ---- | ---- | ---- | ---- | ---- | ---- |
| 292  | 363  | 367  | 434  | 260  | 312  | 321  | 344  | 382  |

| 1856 | 1861 | 1866 | 1872 | 1876 | 1881 | 1886 | 1891 | 1896 |
| ---- | ---- | ---- | ---- | ---- | ---- | ---- | ---- | ---- |
| 382  | 374  | 382  | 361  | 376  | 353  | 379  | 380  | 353  |

| 1901 | 1906 | 1911 | 1921 | 1926 | 1931 | 1936 | 1946 | 1954 |
| ---- | ---- | ---- | ---- | ---- | ---- | ---- | ---- | ---- |
| 339  | 334  | 313  | 262  | 249  | 227  | 206  | 209  | 176  |

| 1962 | 1968 | 1975 | 1982 | 1990 | 1999 | 2005 | 2006 | 2010 |
| ---- | ---- | ---- | ---- | ---- | ---- | ---- | ---- | ---- |
| 173  | 166  | 141  | 161  | 170  | 221  | 216  | 217  | 244  |

| 2015 | 2020 | 2022 | - | - | - | - | - | - |
| ---- | ---- | ---- | - | - | - | - | - | - |
| 287  | 304  | 329  | - | - | - | - | - | - |

## Culture locale et patrimoine

### Lieux et monuments

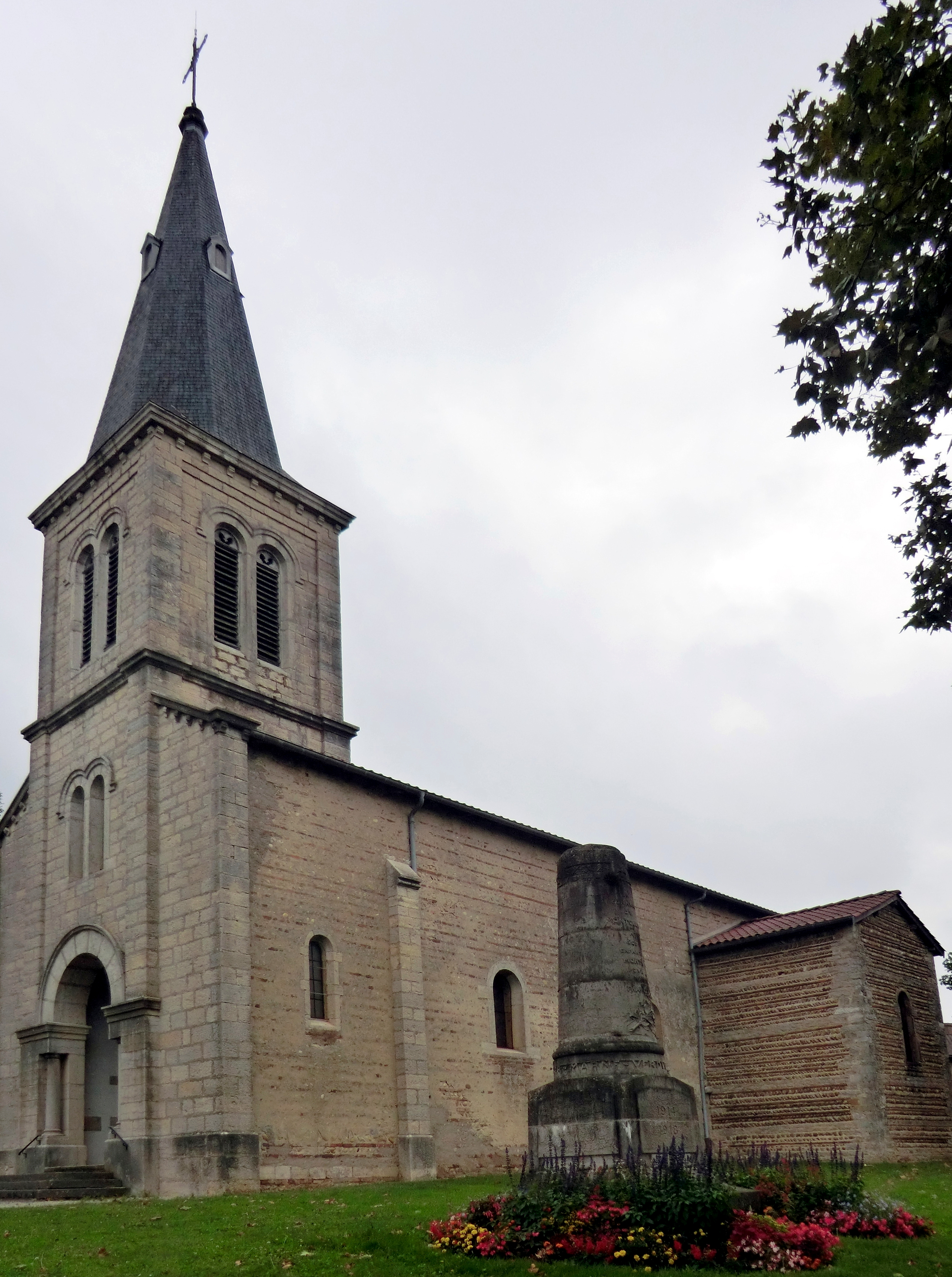
L’église et le monument aux morts du village.

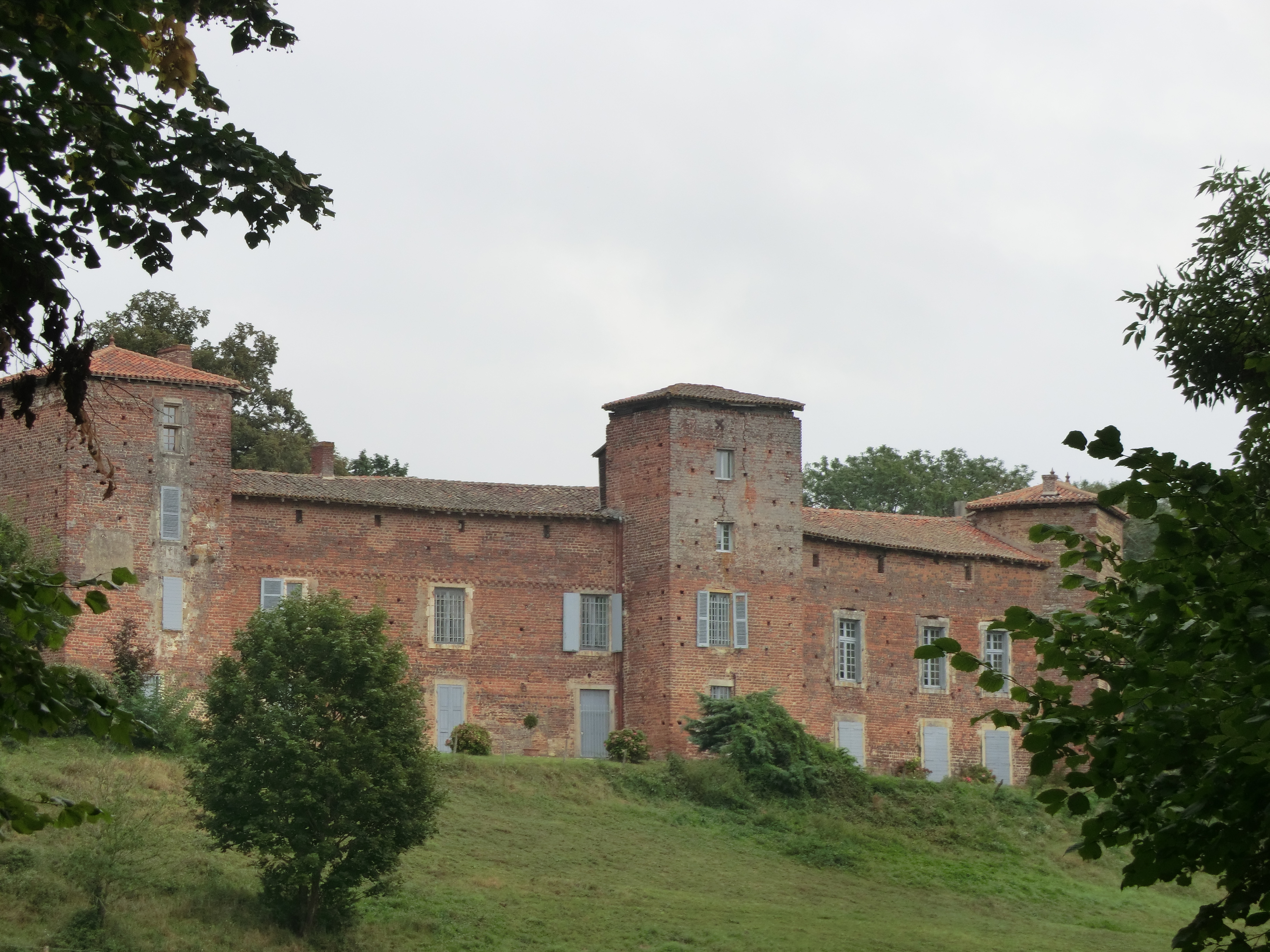
Vue du château du Montellier.

- Église Sainte-Madeleine du Montellier XIXe siècle et le monument aux morts ; situés près de la mairie.
- Château du Montellier. Ancien château fort à motte[19], des XIIIe et XIVe siècles, remanié aux XVIe et XVIIe siècles[20]. Le château, situé à 1 km au nord du bourg, fut le centre de la seigneurie du Montellier érigée en 1588 en marquisat.

Un Bermond de Montellier vivait en 1187, mais le château n'est cité qu'à la fin du XIIIe ou début XIVe siècle date à laquelle appartiennent les parties visibles les plus anciennes. En 1327, le sire de Beaujeu cède ses droits sur la « poype » et le château au dauphin du Viennois.
Il est classé au titre des monuments historiques par décret du 17 juin 2003.
- La fondation de l'Automobile Marius-Berliet possède un conservatoire (incluant environ 300 véhicules) basé au Montellier, depuis 1982[14].

### Personnalités liées à la commune
- Jacqueline de Montbel d'Entremont marquise du Montellier (1541 - 1599), épouse de l'amiral de Coligny, était propriétaire du château du Montellier.
- Antoine Greppo, (1736-1814), écuyer, avocat du roi, seigneur du marquisat du Montellier, marié à Pierrette Beuf de Curis (1753-1797), ancêtre de l’actuel propriétaire du château du Montellier.
- Le tueur en série Martin Dumollard et son épouse Marie-Anne Martinet se sont établis un temps au Montellier, dans les années 1840[23].
- Paul Berliet (1918-2012) a entretenu un lien particulier avec Le Montellier : il a épousé Colette Vignon-Carret (de la famille célèbre pour la fabrication des pâtes Rivoire et Carret), en 1942. Colette Vignon-Carret était originaire du Montellier. En 1982, il fit installer un conservatoire de véhicules au Montellier. Enfin, il fut maire de la commune dans les années 1960-1970[14]. Paul Berliet a été inhumé le 10 août 2012 au Montellier[14].
- Christophe Mérieux (1966-2006), petit-fils du précédent, est mort noyé dans la piscine de la maison familiale du Montellier[24], à la suite d'une crise cardiaque.
- Augustin Richard du Montellier (1875-1964). Président du Crédit Lyonnais de 1940 à 1951, propriétaire du château du Montellier.

### Patrimoine naturel

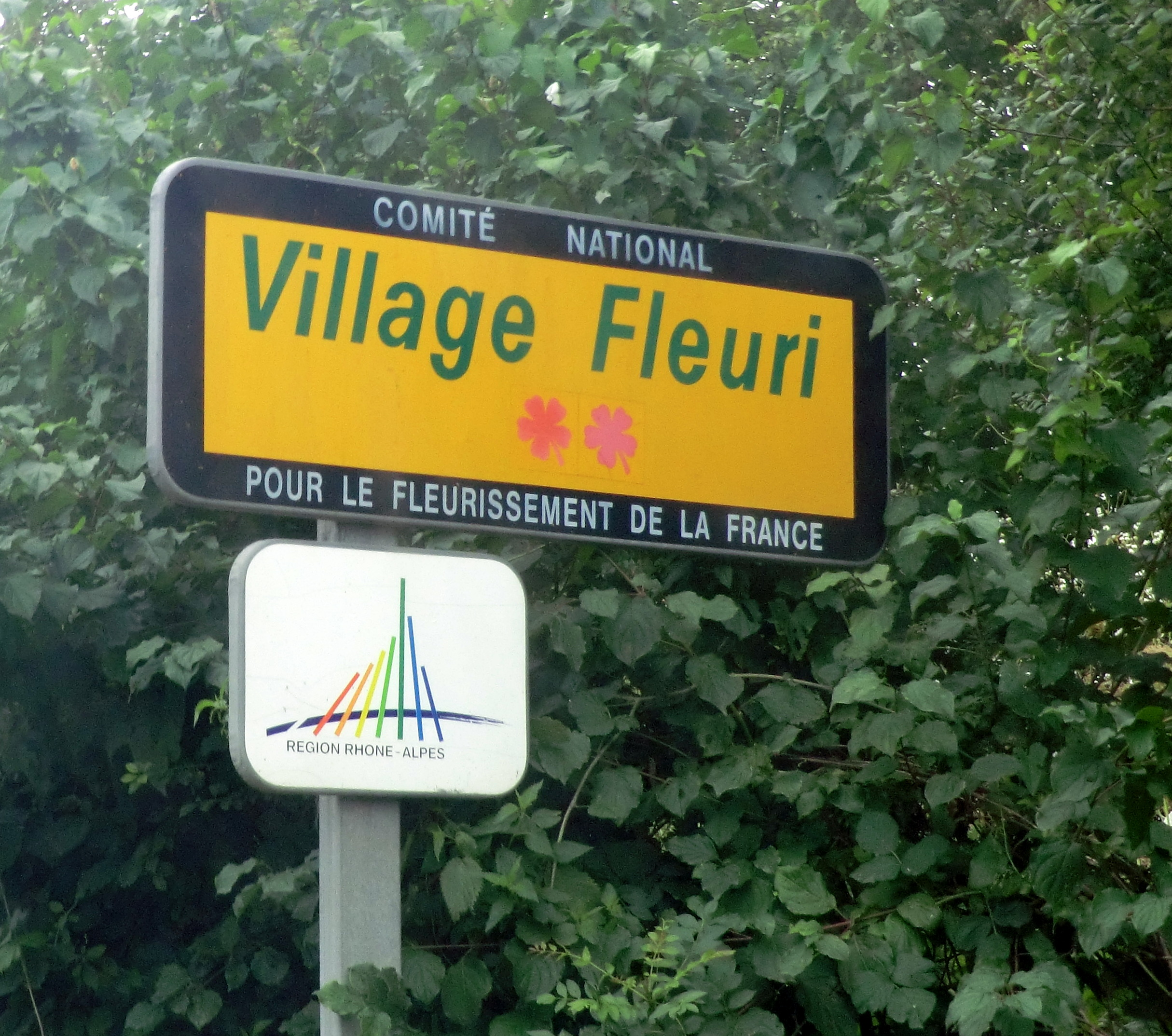
Panneau du label « deux fleurs » à l'entrée dans Le Montellier.

La commune possède le label « deux fleurs » au concours des villes et villages fleuris.